# عدنان بك
عدنان بك (19 مايو 1984 في باكستان - ) هو لاعب كريكت باكستاني.

## وصلات خارجية
- عدنان بك على موقع إي آس بي آن كريك إنفو (الإنجليزية)